# Esquí en México

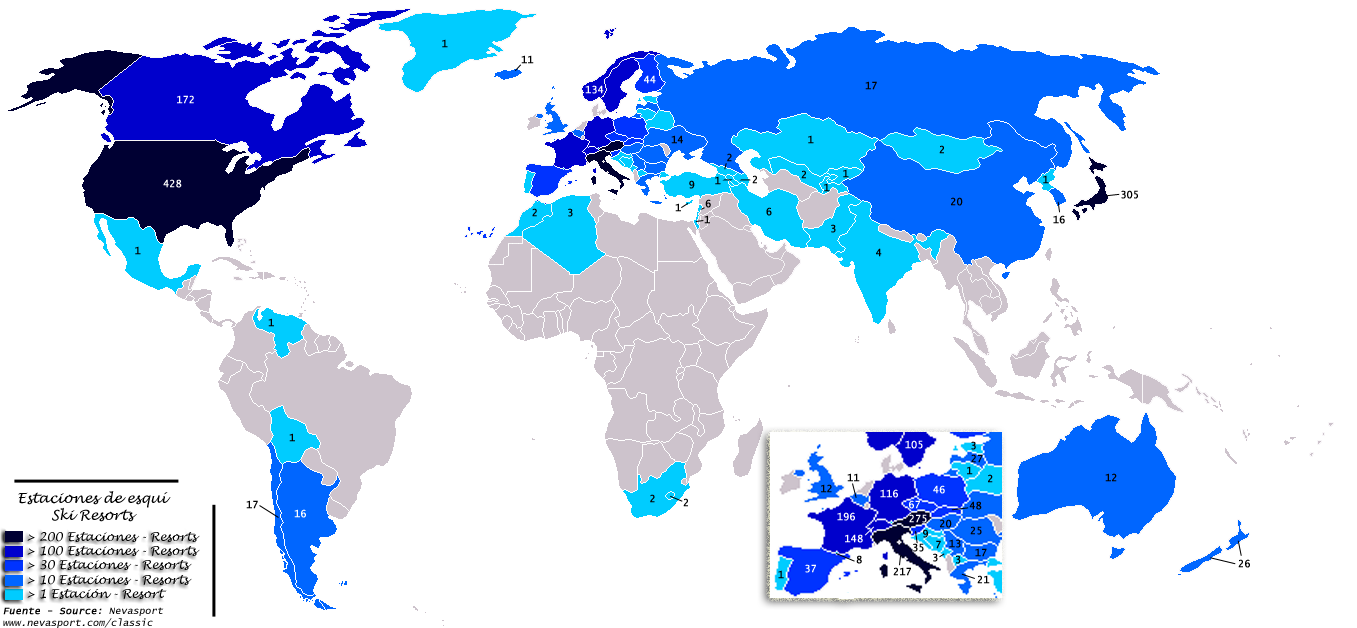
Estaciones de esquí en el mundo

El esquí alpino en México es considerado como un deporte de élite, pocos mexicanos practican deportes de invierno, por la falta de difusión y de instalaciones dentro del territorio de ese país. Paradójicamente, México es un país en donde la nieve es común, la nieve suele estar presente en zonas serranas o montañosas del centro y del norte del país. Sin embargo, solo pocos estados de la República Mexicana tienen las condiciones ideales para la práctica del esquí como deporte invernal. Los mexicanos que practican deportes invernales lo hacen principalmente en Estados Unidos y Canadá, cuyas estaciones de esquí son relativamente cercanas y accesibles.
Según la Comisión Nacional del Agua se han registrado intensas nevadas en México, sobre todo en los estados que están por arriba del Trópico de Cáncer, la nieve compacta se ha presentado desde el nivel del mar hasta la cotas más altas de las serranías que es donde hay una mayor concentración de nieve apta para deportes invernales. En el centro del país solo se manifiesta la nieve por encima de los 2,800 m s. n. m. y especialmente en regiones montañonas.
Entre las áreas de México donde se capta una alta precipitación de nieve y hielo en el invierno y cuyas pendientes montañosas no tienen mucha verticalidad destacan:
- La Sierra de Juárez, en el estado de Baja California
- La Sierra de la Marta, en el estado de Coahuila
- La Sierra de Las Cruces y Nevado de Toluca, en el estado de México
- La Sierra Madre Occidental, en los estados de Durango, Chihuahua, Sinaloa y Sonora
- La Sierra Nevada, en los estados de México, Puebla y Morelos
- La Sierra de San Pedro Mártir, en el estado de Baja California
- La Sierra Tarahumara, en el estado de Chihuahua

## Historia

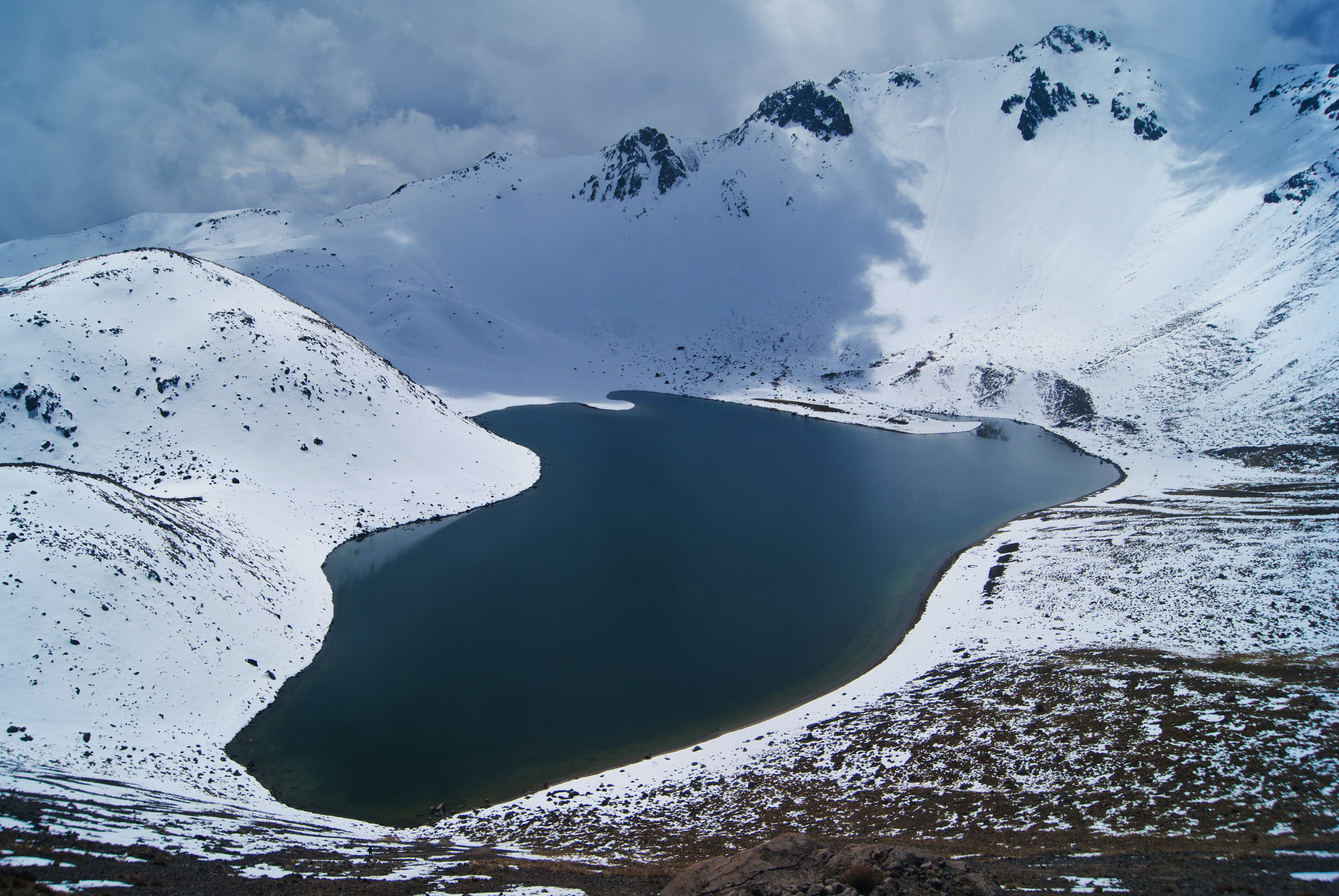
Nevado de Toluca durante el invierno.

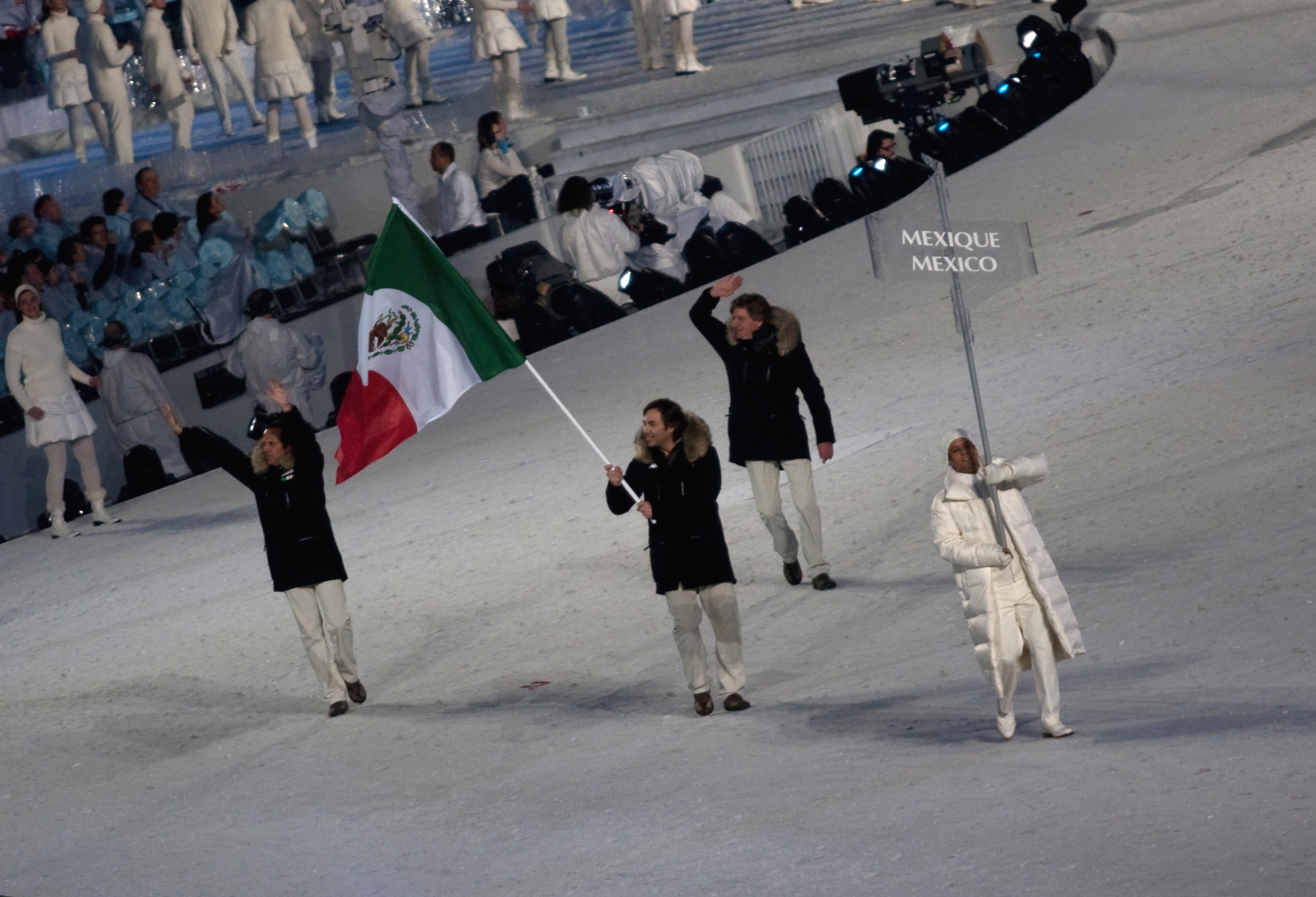
Hubertus von Hohenlohe, esquiador mexicano en los Juegos Olímpicos de Vancouver 2010.

México tuvo su primera participación en el esquí Olímpico en los Juegos Olímpicos de Invierno de Sarajevo 1984, haciendo presencia con el mexicano de origen alemán Hubertus Von Hohenlohe, en la categoría de esquí alpino. Los pocos mexicanos que han competido en los Juegos Olímpicos de invierno nunca han obtenido alguna presea.
Las ciudades olímpicas invernales donde México ha estado presente son St. Moritz 1928, Sarajevo 1984, Calgary 1988, Albertville 1992, Lillehammer 1994, Salt Lake City 2002, Vancouver 2010 y Sochi 2014; en las disciplinas de Esquí alpino, Bobsleigh, Cross country, Patinaje artístico y Skeleton.
Durante décadas han existido varios proyectos en los que se ha tratado de crear unas instalaciones de esquí permanentes para poder esquiar en México pero por diversos motivos todos fracasaron. 
En 1998 existió el primer proyecto de construir una estación invernal de esquí en México muy cerca de la ciudad de Toluca y a pocos kilómetros de la Ciudad de México, a una altitud de 4000 metros sobre el nivel del mar. En ese año se proyectó el primer centro vacacional invernal del país, el cual iba estar dentro del Estado de México rodeado por los picos del Nevado de Toluca o también llamado Xinantecatl. El espacio contaba con poca pendiente y espesa nieve ideal para construir las pistas de esquí durante los meses de diciembre y enero; además se pretendía construir hoteles de lujo y cabañas de descanso muy cerca de las pistas.
El plan de inversión canadiense fue fallido porque no pasó las especificaciones de la Secretaria de Medio Ambiente (SEMARNAT), donde los estudios de impacto ambiental apuntaban un gran deterioro ecológico a corto plazo. Además, los inversionistas se decepcionaron del sistema burócratico mexicano.
Hay que destacar que dentro del parque nacional Nevado de Toluca ubicado en el Estado de México, existe flora y fauna endémica propia de paisajes de alta montaña como lo es el conejo teporingo, el pájaro carpintero azul, entre otros.
En el año 2004, se construyen las primeras instalaciones de esquí alpino, una empresa de bienes raíces de regiomontanos y estadounidenses localizaron el punto estratégico muy cerca de las ciudades de Monterrey y Saltillo. El proyecto fue ubicado en las faldas de la Sierra de la Marta, en Arteaga, Coahuila, crearon todo un sistema complejo de actividades turistícas de alta montaña donde no dudaron en invertir para tener pistas esquiables todo el año con sistema natural y artificial donde se pudiera practicar este deporte.
Otro proyectó surgió en las zonas nevadas del volcán Iztaccíhuatl en el año 2002, las cuales fueron proyectadas para la construcción de una estación de esquí aunado a un teleférico para realizar de ascenso, con esto, se pretendía reactivar la economía de esta zona la cual se vio afectada por la disminución de visitantes ante la actividad del volcán Popocatépetl. Dicho proyecto contemplaba una inversión de capital privado japonés de por lo menos 11 millones de dólares, a pesar del riesgo que implica la actividad volcánica que mantiene el Popocatépetl dentro de la Sierra Nevada. 
Se pretendía construir un teleférico mecánico, el cual partiría de la zona de Tomacoco, ubicada a las afueras de la cabecera municipal de Amecameca, hasta el paraje de La Joya, en los pies de la montaña en donde estaría la pista de esquí. El teleférico, se estimaba entre 12 y 17 kilómetros de distancia a una altitud de 5 mil metros sobre el nivel de mar.
El proyecto pretendía reactivar la economía de los municipios de la Región Amecameca, ya que también se tenía la participación de los ejidatarios de las zonas aledañas para que pudieran obtener algún tipo de ingresos a partir de este proyecto. Finalmente el proyecto fue fallído por el riesgo de estar cerca al volcán Popocatépetl y lo caro de su infraestructura.
El snowboarding en el Nevado de Toluca data desde 1991, cuando Cesar Delgado "Jay", Paco Manzanares, y Cesar Reyes, entre otros aficionados de la patineta, hicieron múltiples excursiones y descensos en el volcán.

## Esquí en Arteaga, Coahuila

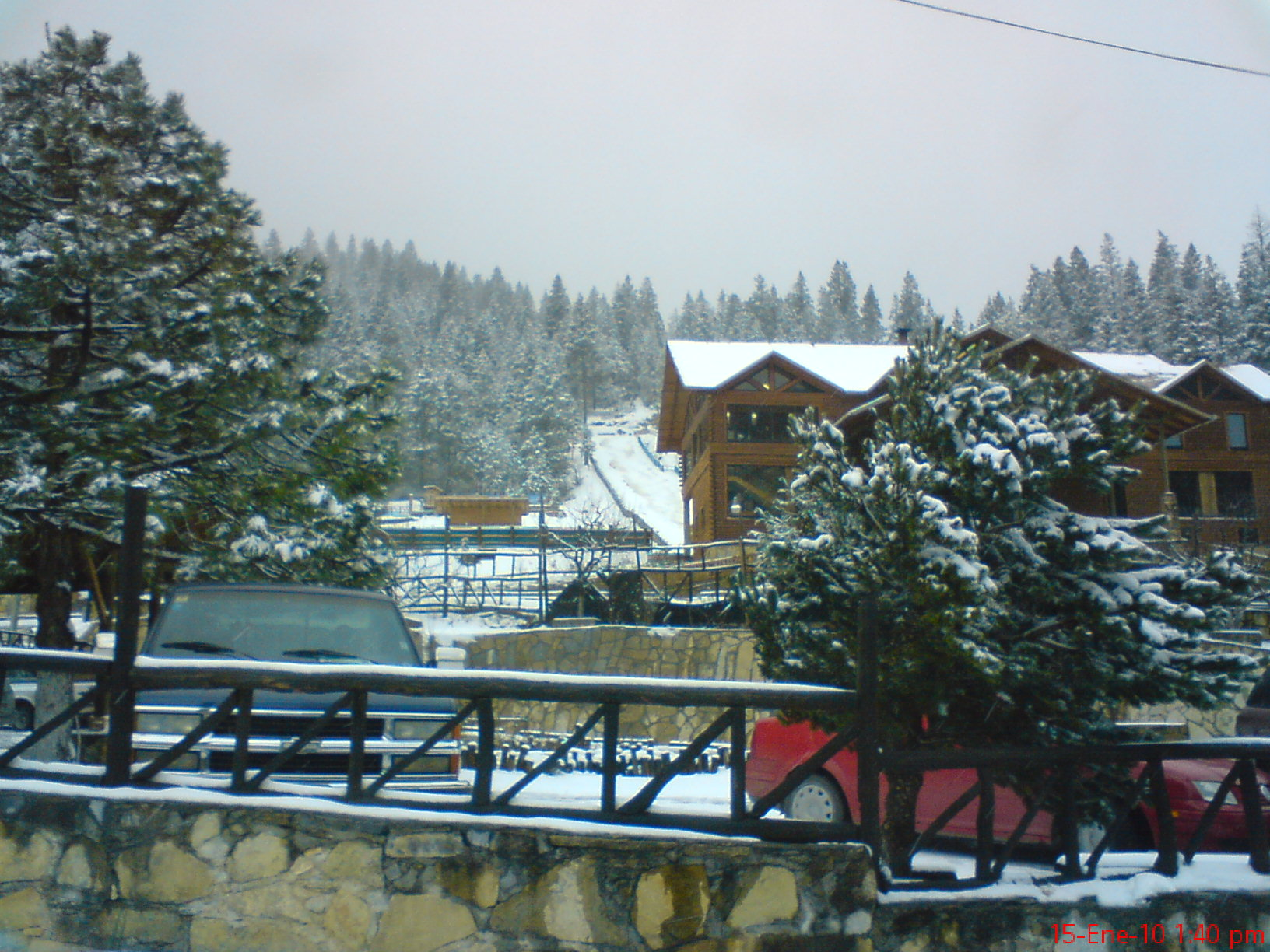
Bosques de Monterreal, único centro de ski en México.

Las buenas condiciones de nieve del sureste del estado de Coahuila, propicia un desarrollo turístico e inmobiliario único en su tipo en territorio mexicano. Después de tantos años de intento por tener pistas de esquí, se logra finalmente en 2002 bajo inversión mixta entre mexicanos y estodounidenses.
El primer centro de esquí alpino en México llamado Bosques de Monterreal se ubica en el municipio de Arteaga del estado de Coahuila, donde se puede esquiar todo el año. En el lugar existe dos pistas de esquí con instalaciones adaptadas para el aprendizaje de este deporte durante todo el año, se puede esquiar con nieve natural en los meses de diciembre y enero; si las nevadas fueron intensas y la calidad de nieve es la adecuada.
La pista de esquí fue diseñada bajo altos estándares de calidad, su construcción fue asesorada por diseñadores británicos y nórdicos dedicados a la construcción de pistas tipo galés. El desarrollo tiene una pista principal con longitud de 230 metros, una pendiente al 20 grados de inclinación sobre el terreno natural que se considera pista azul en términos técnicos y también se tiene una segunda pista de aprendizaje y trineos con longitud de 45 metros. Estas pistas fueron diseñadas por los europeos para los atletas olímpicos que les permita tener niveles altos de competitividad cuando no hay presencia de nieve.

## Snowboard y esquí extremo
Sin embargo en México es posible practicar el snowboard contando con los conocimientos de alpinismo o con guías especializados. Aunque esto no sea posible todos los años, pues depende de las nevadas ya que se necesitan abundantes, en las montañas superiores a los 4,000 metros es posible ascender con la técnica alpina llevándose los esquíes o el snowboard para luego descender en taludes naturales.
Cabe mencionar que este tipo de actividad está reservada a expertos alpinistas o esquiadores acompañados por Guías Alpinos ya que es necesario un amplio conocimiento y experiencia para acceder a estos lugares. En México existe una compañía especializada en viajes de esquíes y snowboard que se llama ItalianTREK que destacó en el año 2010 por haber efectuado el primer descenso integral (de la cumbre a la base) en snowboard de todos los Volcanes de México como son el Nevado de Toluca, La Malinche, el Iztaccíhuatl y el Pico de Orizaba (en este último caso, primer descenso mundial desde la cumbre).